# Dieter F. Uchtdorf
Dieter Friedrich Uchtdorf (Ostrava, 6 de novembro de 1940) é um religioso e ex-piloto alemão, atualmente faz parte do Quórum dos Doze apóstolos de A Igreja de Jesus Cristo dos Santos dos Últimos Dias.

## Início da vida
Dieter F. Uchtdorf nasceu em Moravská Ostrava (em alemão: Mährisch Ostrau), é filho de Karl Albert Uchtdorf e Hildegard Else Opelt. Quando criança, sua família mudou-se para Zwickau, na Alemanha Oriental, enquanto seu pai estava fora, no exército, viajando em áreas que estavam sendo bombardeadas. Como resultado do encontro de sua avó com um membro da Igreja de Jesus Cristo dos Santos dos Últimos Dias em uma fila de sopa, a família de Uchtdorf entrou para a Igreja, ainda jovem.
Quando Uchtdorf tinha cerca de dez anos, seu pai contrariou-se ao regime soviético, o que colocou suas vidas em perigo. Eles fugiram da Alemanha Oriental e se instalaram nos Estados Unidos. Ele começou a estudar engenharia mecânica, aos 18 anos, mas depois retornou à Alemanha onde estudou administração de empresas em Colônia, e graduou-se no Institut pour l'Etude des Methodes de Direction de l'Entreprise (hoje Instituto Internacional para o Desenvolvimento Empresarial), em Lausanne, na Suíça, com um MBA. Ele recebeu um doutorado honoris causa de Liderança pela Universidade Brigham Young, durante a cerimônia de formatura de abril de 2009.

## Carreira como aviador
Uchtdorf decidiu ser voluntário da Força Aérea da Alemanha Ocidental, em 1959, com 19 anos, a fim de se tornar um piloto de combate. Devido a um acordo entre os governos da Alemanha Ocidental e dos Estados Unidos, Uchtdorf ingressou na escola de formação de pilotos de aeronaves de combate em Big Spring, Texas, onde se destacou, ganhando o Troféu do Comandante (USAF) por ser o melhor aluno piloto da sua classe, o que o levou a ser um piloto de caça na Alemanha Ocidental, deixando o cargo em 1965 para se juntar a Lufthansa Airlines. Em 1970, aos 29 anos de idade, Uchtdorf havia alcançado o posto de capitão com a Lufthansa; em 1975 foi nomeado chefe da escola de pilotos da Lufthansa no Arizona, em 1980, foi nomeado chefe das equipes das cabines de piloto, em seguida, vice-presidente sênior de operações de voo em 1982, era também presidente do Comitê de Operações de Voo da Associação Internacional de Transportes Aéreos. Ele deixou Lufthansa em 1996, dois anos depois de ser chamado ao Quórum dos Setenta.

## Serviço religioso

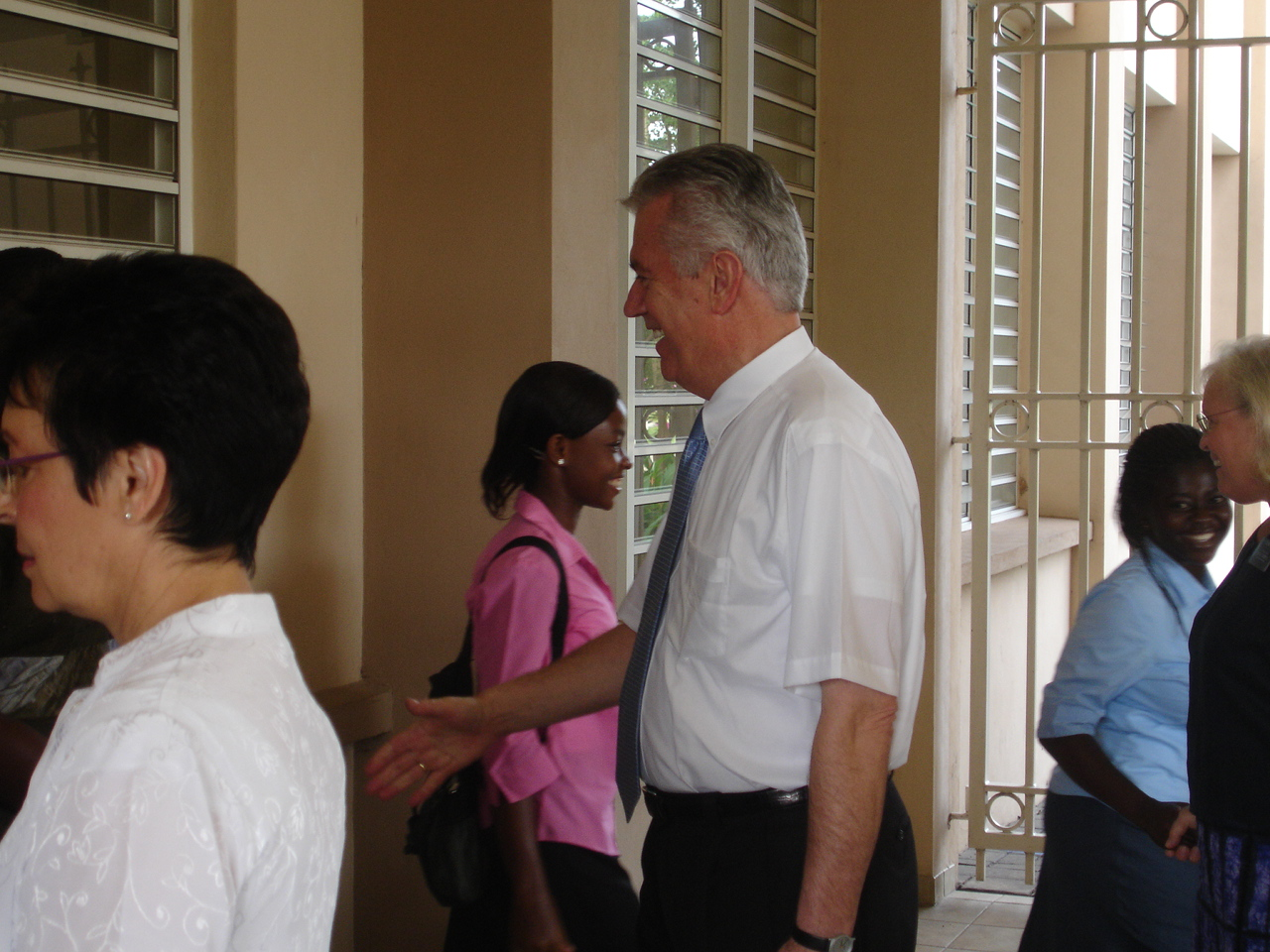
Uchtdorf visitando a missão de Accra, Gana em 2007.

Após a sua saída da Lufthansa, serviu duas vezes como presidente de estaca na Igreja de Jesus Cristo dos Santos dos Últimos Dias SUD, que dirige a Estaca Frankfurt, e a Estaca Mannheim, Alemanha. Ele foi chamado como autoridade geral da Igreja, em 2 de abril de 1994, para o Segundo Quórum dos Setenta. Em 07 abril de 1996, foi chamado para servir no Primeiro Quórum dos Setenta, em 15 de agosto de 2002 tornou-se membro da Presidência dos Setenta. Uchtdorf foi apoiado como membro do Quórum dos Doze Apóstolos, em 2 de outubro de 2004. Foi ordenado Apóstolo em 7 de outubro de 2004 pelo presidente da igreja na época Gordon B. Hinckley. Uchtdorf e David A. Bednar foram chamados para preencher as vagas criadas pelas mortes de membros do quórum David B. Haight e Neal A. Maxwell, foi nomeado como um apóstolo e aceito pela igreja como um profeta, vidente e revelador. Uchtdorf  é décimo primeiro apóstolo nascido fora dos Estados Unidos, e o segundo membro da Primeira Presidência, que não é um falante nativo de inglês.

### Conselheiro na Primeira Presidência
Em 3 de fevereiro de 2008, Uchtdorf tornou-se o Segundo Conselheiro de Thomas S. Monson na Primeira Presidência da igreja.
Enquanto servia na Primeira Presidência, Uchtdorf dedicou cinco  templos (SUD): Templo de Tegucigalpa, Honduras; Templo de Quetzaltenango, Guatemala; Templo de Manaus, Brasil, Templo de Fort Lauderdale, Flórida, e o Templo de Córdoba, Argentina.

## Família
Uchtdorf e sua esposa, Harriet Reich Uchtdorf, se casaram em 14 de dezembro de 1962 no Templo de Berna, na Suíça. Eles são pais de dois filhos e tem seis netos e um bisneto.

## Obra bibliográfica
- Uchtdorf, Dieter F. (2011), Your happily ever after, ISBN 9781606416525, Salt Lake City: Deseret Book, OCLC 727126663
- —— (2010), The remarkable soul of a woman, ISBN 9781606412442, Salt Lake City: Deseret Book, OCLC 502304343
- —— (2005), Sister Eternal, ISBN 9781590385357, Salt Lake City: Deseret Book, OCLC 60931317